# Centre for Maritime Research and Experimentation
Il Centro per la Ricerca e la Sperimentazione Marittima (inglese Centre for Maritime Research and Experimentation; acronimo: CMRE), precedentemente noto come NATO Undersea Research Center (NURC) e ancora prima SACLANT ASW Research Centre (SACLANTCEN) è un organo esecutivo del NATO's Science and Technology Organization (STO) l'Agenzia della NATO che si occupa della ricerca nel campo scientifico e tecnologico. Srge nello stesso sito del Centro Studi Sperimentali Navali della Marina militare italiana.
Il CMRE impiega scienziati e personale di supporto dei paesi membri della NATO. Gli scienziati vengono impiegati a rotazione com contratti a tempo in genere dalla durata di tre anni con una possibile estensione di due anni.
Il CMRE si avvale per condurre la ricerca di due navi gestite dalla Marina Militare Italiana: la NATO Research Vessel (NRV) Alliance [5] e la Coastal Research Vessel (CRV) Leonardo. L'Alliance è una nave di 93 metri entrata in servizio nel 1988, data in gestione alla Deutsche Marine per poi essere ceduta in gestione nel 2016 alla Marina Militare; il suo doppio scafo e il suo sistema di propulsione ne fanno una delle navi da ricerca più silenziose al mondo. La più piccola CRV Leonardo, entrata in servizio nel 2002, è stato progettata per condurre esperimenti in acque più basse. Oltre a sostenere la missione scientifica del CMRE, le due navi vengono noleggiate a organizzazioni commerciali o governative all'interno delle nazioni della NATO. Le due unità navali a seguito di un accordo stipulato fra il Ministero della difesa e il CMRE, la Marina Militare mette a disposizione il proprio personale militare per equipaggiare le navi, mentre la NATO ne condivide l’impiego con la Marina Militare.
In precedenza il centro si e avvalso dal 1960 al 1964 della nave mercantile Aragonese, noleggiata da una società privata italiana e trasformata in nave ricerche, e dal 1964 al 1987 della nave Maria Paolina G. costruita nel 1956
Il CMRE dispone di strutture specializzate e attrezzature per la ricerca in mare, tra cui una flotta di UAV e laboratori oceanografici.

## Storia
Nel 1957 la NATO con l'evolversi della Guerra Fredda, riconobbe la necessità di sviluppare la collaborazione in campo scientifico e tecnologico tra gli stati facenti parte dell'alleanza. I progressi sovietici nelle capacità dei loro sottomarini hanno portato la NATO a pianificare la formazione un centro di ricerca multinazionale che si concentrasse sulle nuove tecnologie alla lotta antisommergibile. Il Comandante supremo alleato dell'Atlantico (SACLANT), approvò la nuova istituzione nel giugno del 1958. Il Segretario della Difesa degli Stati Uniti fornì i finanziamenti per avviarne l'istituzione fino a quando non fossero stati ottenuti i finanziamenti della NATO.
La NATO ha accettato l'offerta dell'Italia di laboratori e altre strutture all'interno della base navale della Spezia il 2 maggio 1959 è stato istituito il SACLANT ASW Research Centre per la consulenza scientifica e tecnica nel campo della lotta antisommergibile e per rispondere alle esigenze delle nazioni aderenti alla NATO e dei comandi marittimi.
Il programma di ricerca ha seguito un approccio unico fin dall'inizio. La collaborazione tra le nazioni e gli sforzi interdisciplinari, allora meno frequenti, hanno portato a un elevato numero di contributi significativi nella lotta antisommergibile e in altre aree delle scienze marine. Il programma di ricerca si è evoluto in una combinazione di una forte ricerca oceanografica e acustica ambientale, con studi di sonar in un'area geografica specifica. Queste attività sono state integrate con studi di ricerca operativa e test in Esercitazioni operative della NATO. Oggi, i programmi interdisciplinari sono comuni in quanto la difficoltà e le spese per condurre la ricerca scientifica marina sono meglio riconosciute.
Inizialmente venne presa a noleggio la motonave mercantile "Aragonese", sostituita nel 1964 dalla "Maria Paolina G.", entrambe trasformate in navi da ricerca oceanografica. Nel 1988 la motonave "Maria Paolina G." venne a sua volta sostituita dalla nave "NRV Alliance" appositamente progettata per la ricerca oceanografica e fatta costruire dai cantieri navali Fincantieri.
Il SACLANT ASW Research Centre si è evoluto mentre il mondo cambiava e la NATO ha aggiornato le proprie dottrine. Nel 1987 la denominazione è cambiata in SACLANT Undersea Research Centre e nel 2003 in NATO Undersea Research Center (NURC), prima di assumere l'attuale denominazione.
Molte persone hanno prestato servizio al Centro, ma nessuno esemplifica lo spirito e la speranza più del fisico della Marina statunitense Ralph Goodman, il più lungo direttore del Centro, il cui mandato si è esteso dal 1981 al 1987. 
Il Direttore attuale è il Dr. Eric Pouliquen mentre il ruolo del vice-direttore è ricoperto dal Dr. Giovanni Sembenini. Attualmente la Divisione di Ricerca è diretta dal Dr Sandro Carniel e quella di Ingegneria e IT dal Dr Alain Maguer.

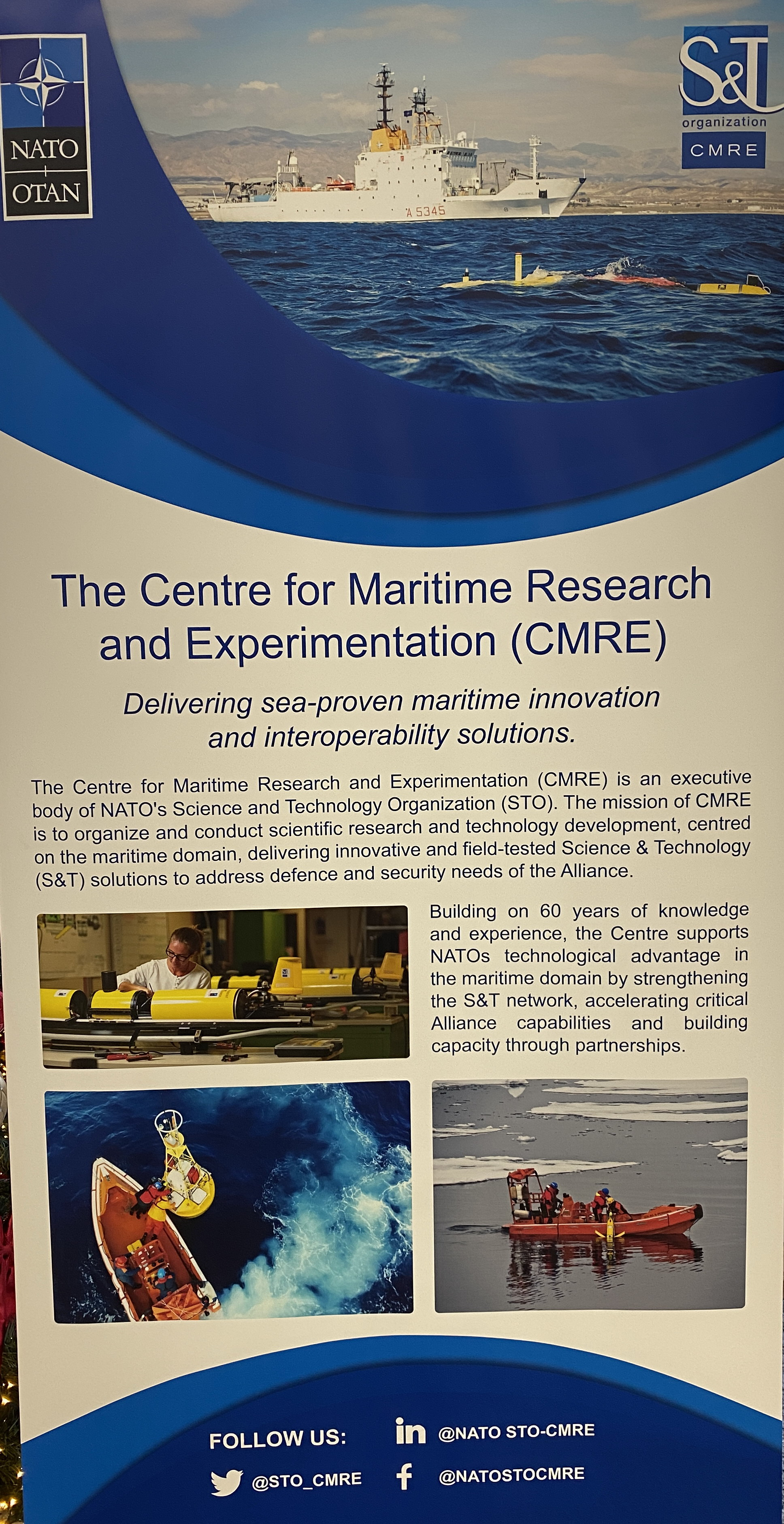
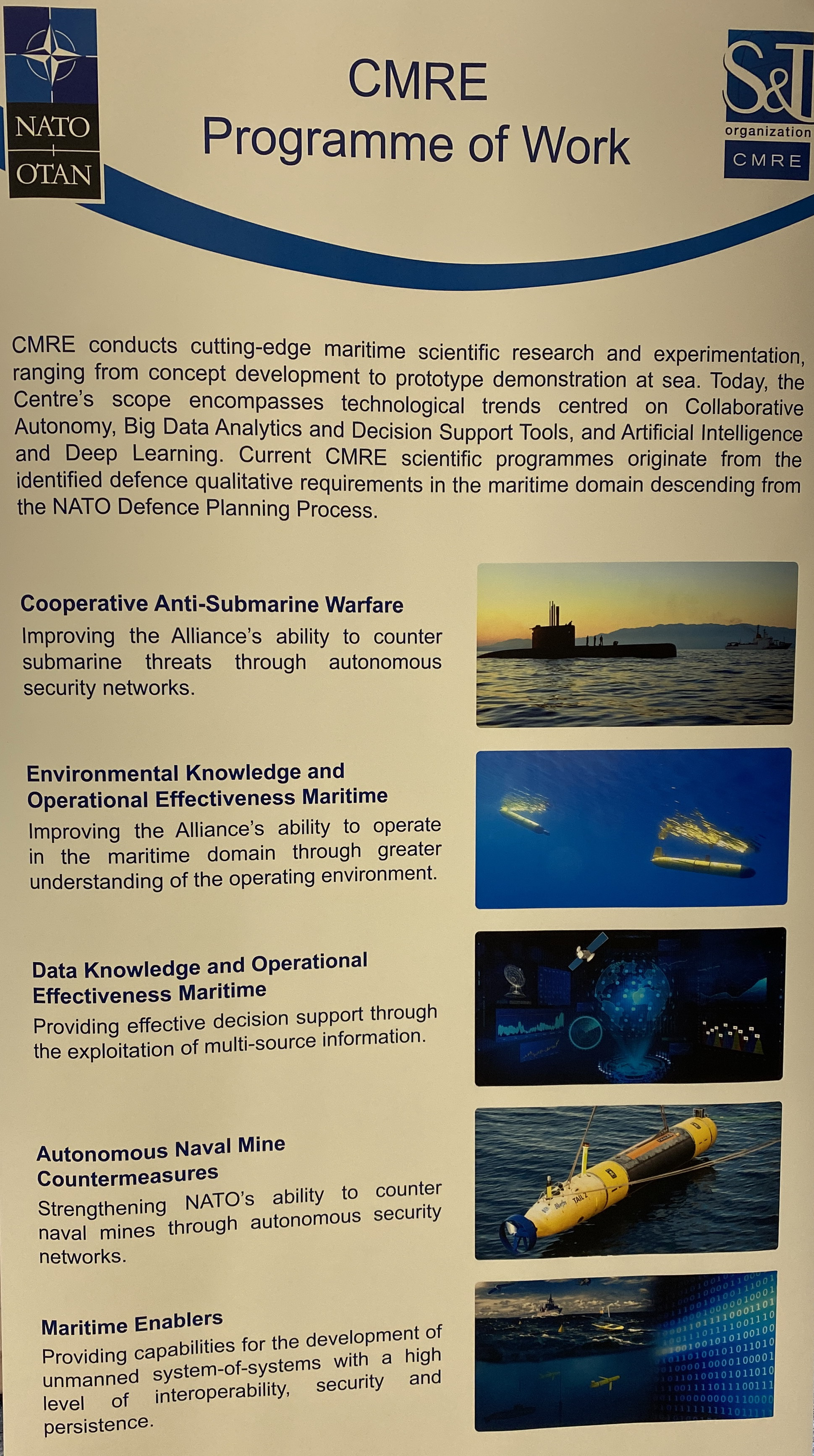
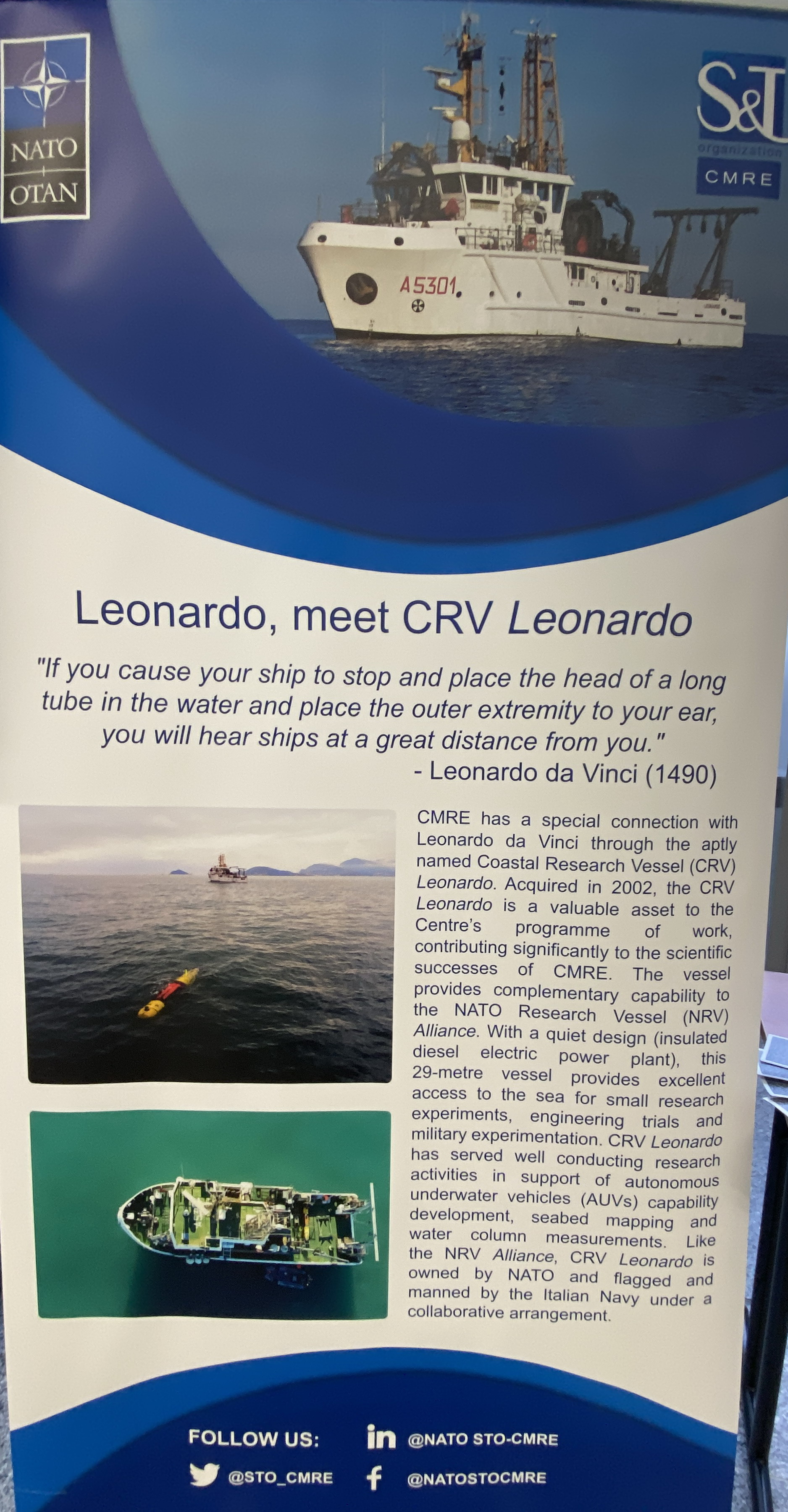